# Ернст I (Саксония-Алтенбург)
Ернст I Фридрих Паул Георг Николаус фон Саксония-Алтенбург (на немски: Ernst I Friedrich Paul Georg Nikolaus von Sachsen-Altenburg; * 16 септември 1826, Хилдбургхаузен; † 7 февруари 1908, Алтенбург) от род Ернестини, е от 1853 до 1908 г. херцог на Саксония-Алтенбург.

## Живот
Той е най-възрастният син на херцог Георг фон Саксония-Алтенбург (1796 – 1853) и съпругата му херцогиня Мария фон Мекленбург (1803–1862), дъщеря на мекленбургския наследствен принц Фридрих Лудвиг и Елена Павловна.
Ернст I следва от 1840 г. заедно с брат си Мориц (1829 – 1907) в университета в Йена. През средата на август 1845 г. Ернст започва военно образование и става на 28 септември 1907 г. пруски генерал-полковник с ранг генерал-фелдмаршал. При посещение при братовчедката му Александра, той се запознава с цар Александър II, с когото се сприятелява.
Ернст I се жени на 28 април 1853 г. в Десау за принцеса Агнес фон Анхалт-Десау (* 24 юни 1824; † 23 октомври 1897), дъщеря на херцог Леополд IV фон Анхалт-Десау. При гостите е и крал Фридрих Вилхелм IV от Прусия.
Той е близък приятел с тримата германски кайзери. След смъртта му през 1908 г. е наследен от племенника му Ернст II фон Саксония-Алтенбург.
- Ернст I фон Саксония-Алтенбург
- Херцог Ернст I и съпругата му Агнес

## Деца
Ернст I и Агнес фон Анхалт-Десау имат две деца:
- Мария (1854 – 1898), омъжена на 19 април 1873 г. за принц Албрехт Пруски (1837–1906), син на принц Албрехт (1809 – 1872), син на пруския крал Фридрих Вилхелм III
- Георг (1856 – 1856)